# Peter Pryor
Peter Pryor (* 25. Februar 1930; † 19. Februar 2005) war ein australischer Radrennfahrer.

## Sportliche Laufbahn
Pryor war im Straßenradsport und im Bahnradsport aktiv. Er war Teilnehmer der Olympischen Sommerspiele 1952 in Helsinki. Im olympischen Straßenrennen wurde er beim Sieg von André Noyelle 34. Das australische Team mit Peter Pryor, Jim Nevin, Ken Caves und Peter Nelson kam nicht in die Mannschaftswertung. In der Mannschaftsverfolgung schied der Vierer mit Peter Pryor, Jim Nevin, Ken Caves und Peter Nelson in der Vorrunde aus.
Im Straßenrennen der Commonwealth Games 1950 in Auckland kam er auf den 5. Platz.